# Allan Pinkerton
Allan Pinkerton (ur. 25 sierpnia 1819 w Glasgow, zm. 1 lipca 1884 w Chicago) – amerykański detektyw i wywiadowca, założyciel Agencji Pinkertona – pierwszej agencji detektywistycznej na świecie.

## Życiorys
Pinkerton urodził się w Glasgow w Szkocji, jego rodzicami byli William i Isabell; w miejscu, gdzie znajdował się rodzinny dom Allana, stoi obecnie główny meczet Glasgow. Z zawodu był bednarzem, w młodości działał także w robotniczym ruchu czartystów. Zniechęcony porażką przy próbach agitacji na rzecz uzyskania powszechnego prawa wyborczego przez wszystkich obywateli Pinkerton wyjechał do Stanów Zjednoczonych w 1842 roku w wieku 23 lat. W 1849 roku został mianowany na stanowisko głównego detektywa-śledczego miasta Chicago. W latach pięćdziesiątych razem z chicagowskim adwokatem Edwardem Ruckerem doprowadził do stworzenia Północno-Zachodniej Agencji Policyjnej (North-Western Police Agency), która była później znana pod nazwą Agencji Pinkertona. Znakiem firmowym tej firmy było szeroko otwarte oko z napisem „my nigdy nie śpimy” (we never sleep).

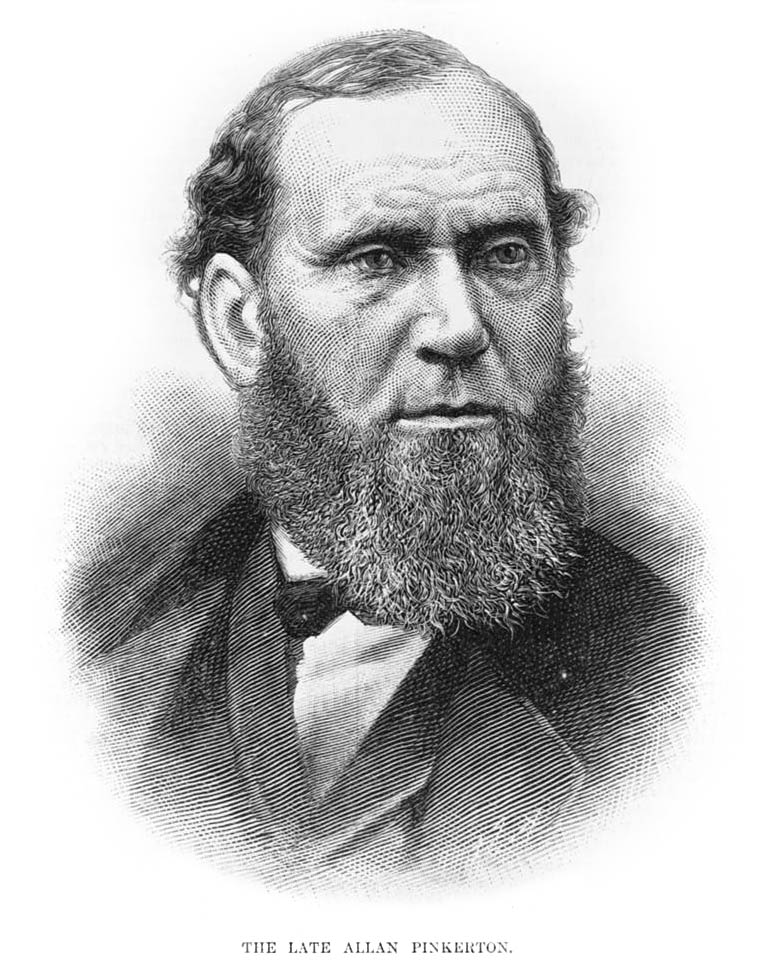
Portret Pinkertona z gazety „Harper’s Weekly” (1884)

Zanim wstąpił do armii Unii w czasie wojny secesyjnej, doprowadził do wypracowania kilku technik detektywistycznych, które pozostają w użyciu do dziś. Były to m.in. inwigilacja podejrzanego, infiltracja środowisk przestępczych poprzez „pracę pod przykryciem”. Po wybuchu wojny domowej Pinkerton był, w latach 1861–1862, szefem służb wywiadowczych Union Intelligence Service. Udało się mu wykryć spisek zmierzający do zamordowania prezydenta Lincolna w drodze na uroczystości inaugurujące jego prezydenturę w Baltimore w stanie Maryland. Agenci Pinkertona często przebierali się lub udawali konfederatów i ich sympatyków, po to aby uzyskać informacje wywiadowcze. Nawet sam Pinkerton uczestniczył w kilku „wypadach” na terytorium rebelianckie pod pseudonimem majora E.J. Allena. Później na stanowisku szefa wywiadu zastąpił go Lafayette Baker.

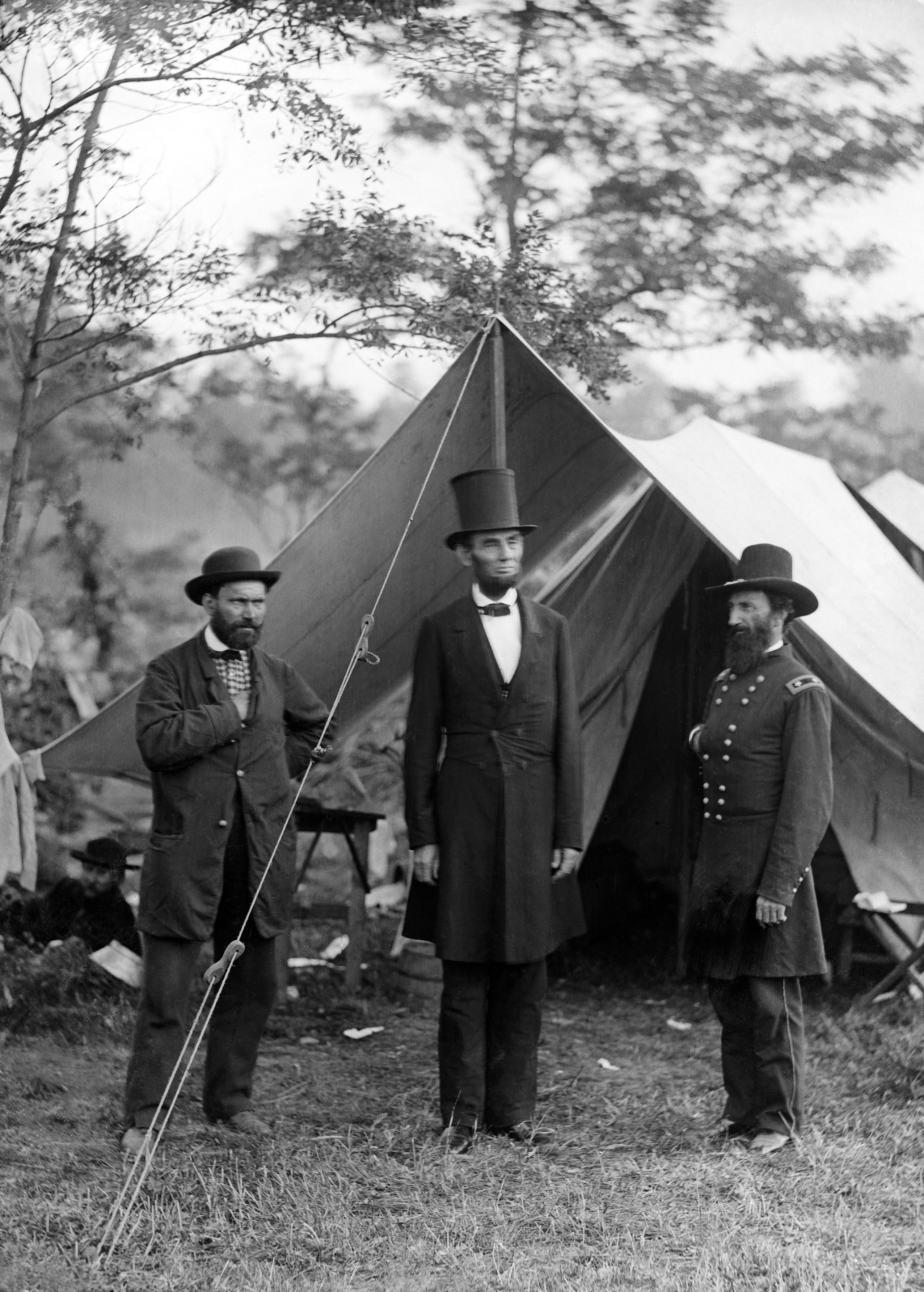
Pinkerton (z lewej) z Abrahamem Lincolnem

Po służbie wojskowej zajmował się nadal tropieniem przestępców napadających na pociągi, brał także udział w zwalczaniu tajnych często terrorystycznych organizacji związkowych. Pinkerton zmarł w Chicago w 1884 roku w wyniku infekcji, która wywiązała się po tym, jak ugryzł się w język po pośliźnięciu się na chodniku. Przed śmiercią opracowywał system, który pozwoliłby na zgromadzenie w jednym miejscu bazy informacji kryminalnych, jego dzieło jest obecnie kontynuowane przez FBI. Pinkerton został także członkiem „Wojskowej Galerii Sław Wywiadu” (Military Intelligence Hall of Fame).
Po jego śmierci agencja wkrótce stała się główną siłą używaną przy tłumieniu strajków robotniczych. Ten fakt spowodował, że osoba Pinkertona była postrzegana przez wielu w negatywnym świetle i uważano go za zbrojne ramię wielkiego kapitalizmu, mimo że firma, którą założył zawsze kierowała się wypracowanym przez niego „kodeksem moralnym”. Agenci Pinkertona ochraniali fabryki w trakcie wielu strajków pod koniec XIX i na początku XX wieku (m.in. strajk Pullmana), ale mieli też na swoim koncie wiele wyjaśnionych spraw kryminalnych (takich jak chociażby gang rabusiów pociągów Wild Bunch z Dzikiego Zachodu).